# دستورهای میانجی سامانه رایانه‌ای کوچک
در رایانه‌هایی که از میانجی سامانه رایانه‌ای کوچک (به انگلیسی: SCSI) به منظور ذخیره‌سازی و مدیریت بهره می‌برند، یک دستور میانجی سامانه رایانه‌ای کوچک واحد اساسی برای ارتباطات می‌باشد. معماری دستور میانجی سامانه رایانه‌ای کوچک قبلاً تنها برای گذرگاه‌های موازی تعریف شده بود، اما با ظهور Fibre Channel, iSCSI و Serial attached SCSI با مقداری تغییر استفاده از این فناوری‌های جدید نیز میسر گردید.